# Frostius pernambucensis
Frostius pernambucensis é uma espécie de sapo da família Bufonidae. É endêmico no Brasil, sendo encontrado nos estados da Paraíba, Pernambuco, Alagoas e nordeste da Bahia. O seu habitat natural são as terras baixas das florestas tropicais e subtropicais
Ele é encontrado em bromélias terrestres e arborícolas, além de habitar sob as folhas que recobrem a superfície de florestas primárias e secundárias. Durante o período de reprodução ele põem seus ovos nas bromélias, onde as larvas se desenvolvem. Sua população vem diminuindo devido à destruição de seu habitat natural.